# Lijst van nationale parken in Chili
Hieronder volgt een lijst van nationale parken in Chili.
Eén nationaal park (Nationaal park Rapa Nui) staat op de Unesco-Werelderfgoedlijst. Op 29 januari 2018 ondertekende toenmalig president Michelle Bachelet een overeenkomst met de Tompkins Foundation om drie bestaande nationale parken (Nationaal park Hornopirén, Nationaal park Corcovado, Nationaal park Isla Magdalena) uit te breiden en er vijf nieuwe (Nationaal park Pumalín, Nationaal park Melimoyu, Nationaal park Cerro Castillo, Nationaal park Kawésqar-Alacalufes en Nationaal park Patagonia) te creëren. De Ruta de los Parques doorkruist 17 nationale parken.
| Nationaal park                                | Stichtingsjaar | Oppervlakte (km²) | Foto |
| --------------------------------------------- | -------------- | ----------------- | ---- |
| Nationaal park Alberto de Agostini            | 2000           | 14600             |      |
| Nationaal park Alerce Andino                  | 1982           | 393               |      |
| Nationaal park Alerce Costero                 | 2012           | 139               |      |
| Nationaal park Archipiélago de Juan Fernández | 1935           | 96                |      |
| Nationaal park Bernardo O'Higgins             | 1969           | 35259             |      |
| Nationaal park Bosque de Fray Jorge           | 1941           | 100               |      |
| Nationaal park Cabo de Hornos                 | 1945           | 631               |      |
| Nationaal park Chiloé                         | 1983           | 431               |      |
| Nationaal park Conguillío                     | 1950           | 608               |      |
| Nationaal park Corcovado                      | 2005           | 2096              |      |
| Nationaal park Hornopirén                     | 1988           | 482               |      |
| Nationaal park Huerquehue                     | 1967           | 125               |      |
| Nationaal park Isla Guamblin                  | 1967           | 106,25            |      |
| Nationaal park Isla Magdalena                 | 1982           | 1576              |      |
| Nationaal park Kawésqar                       | 1969           | 2313,8            |      |
| Nationaal park La Campana                     | 1967           | 80                |      |
| Nationaal park Laguna del Laja                | 1958           | 119               |      |
| Nationaal park Laguna San Rafael              | 1959           | 17420             |      |
| Nationaal park Las Palmas de Cocalán          | 1971           | 37,02             |      |
| Nationaal park Lauca                          | 1970           | 1379              |      |
| Nationaal park Llanos de Challe               | 1994           | 457               |      |
| Nationaal park Llullaillaco                   | 1995           | 2687              |      |
| Nationaal park Morro Moreno                   | 2010           | 73                |      |
| Nationaal park Nahuelbuta                     | 1939           | 68                |      |
| Nationaal park Nevado Tres Cruces             | 1994           | 591               |      |
| Nationaal park Pali-Aike                      | 1970           | 50                |      |
| Nationaal park Pan de Azúcar                  | 1985           | 438               |      |
| Nationaal park Patagonia                      | 2018           | 260               |      |
| Nationaal park Pumalín Douglas Tompkins       | 2018           | 4400              |      |
| Nationaal park Puyehue                        | 1941           | 1068              |      |
| Nationaal park Queulat                        | 1983           | 1541              |      |
| Nationaal park Radal Siete Tazas              | 2008           | 5148              |      |
| Nationaal park Rapa Nui                       | 1935           | 71,3              |      |
| Nationaal park Río Clarillo                   | 2020           | 130               |      |
| Nationaal park Salar del Huasco               | 2010           | 1600              |      |
| Nationaal park Tolhuaca                       | 1935           | 64,74             |      |
| Nationaal park Torres del Paine               | 1959           | 2400              |      |
| Nationaal park Vicente Pérez Rosales          | 1926           | 2530              |      |
| Nationaal park Villarrica                     | 1940           | 630               |      |
| Nationaal park Volcán Isluga                  | 1967           | 17,47             |      |
| Nationaal park Yendegaia                      | 2013           | 1480              |      |
| Nationaal park Glaciares de Santiago          | 2022           | 751,14            |      |
| Nationaal park Cabo Froward                   | 2024           | 121 624,9         |      |